# لاتيمر
لاتيمر (بالإنجليزية: Latimer, Iowa)‏ هي مدينة تقع في ولاية آيوا في الولايات المتحدة. تبلغ مساحة هذه المدينة 6.22 (كم²)، وترتفع عن سطح البحر 378 م، بلغ عدد سكانها 507 نسمة في عام 2012 حسب إحصاء مكتب تعداد الولايات المتحدة.

## التركيبة السكانية
قام مكتب تعداد الولايات المتحدة بتحديد بيانات التركيبة السكانية للاتيمرفي تعداد الولايات المتحدة. في ما يلي، التركيبة السكانية حسب تعدادي 2000 و2010.

### تعداد عام 2000
بلغ عدد سكان لاتيمر 535 نسمة بحسب تعداد عام 2000، وبلغ عدد الأسر 210 أسرة وعدد العائلات 144 عائلة مقيمة في المدينة. في حين سجلت الكثافة السكانية 228.9 نسمة لكل ميل مربع (88.4/كم2). وبلغ عدد الوحدات السكنية 225 وحدة بمتوسط كثافة قدره 96.3 نسمة لكل ميل مربع (37.2/كم2).
وتوزع التركيب العرقي للمدينة بنسبة 87.29% من البيض و 2.06% من الأمريكيين الأصليين و 1.31% من عرقين مختلطين أو أكثر.
بلغ عدد الأسر 210 أسرة كانت نسبة 29.0% منها لديها أطفال تحت سن الثامنة عشر تعيش معهم، وبلغت نسبة الأزواج القاطنين مع بعضهم البعض 61.0% من أصل المجموع الكلي للأسر، ونسبة 5.2% من الأسر كان لديها معيلات من الإناث دون وجود شريك، وكانت نسبة 31.4% من غير العائلات. تألفت نسبة 31.0% من أصل جميع الأسر من أفراد ونسبة 22.4% كانوا يعيش معهم شخص وحيد يبلغ من العمر 65 عاماً فما فوق. وبلغ متوسط حجم الأسرة المعيشية 3.15، أما متوسط حجم العائلات فبلغ 2.55.
بلغ العمر الوسطي للسكان 42 عاماً. وكانت نسبة 26.4% من القاطنين تحت سن الثامنة عشر، وكانت نسبة 6.5% بين الثامنة عشر والأربعة وعشرون عاماً، ونسبة 21.5% كانت واقعةً في الفئة العمرية ما بين الخامسة والعشرون حتى والأربعة وأربعون عاماً، ونسبة 17.0% كانت ما بين الخامسة والأربعون حتى الرابعة والستون، ونسبة 28.6% كانت ضمن فئة الخامسة والستون عاماً فما فوق. يوجد لكل 100 أنثى 88.4 ذكر، ويوجد لكل 100 أنثى في الثامنة عشر من عمرها فما فوق 87.6 ذكر.
بلغ متوسط دخل الأسرة في المدينة 29,028 دولار، أما متوسط دخل العائلة فبلغ 35,833 دولار. وكان متوسط دخل الذكور 30,313 دولار مقابل 21,042 دولار للإناث. وسجل دخل الفرد الخاص بالمدينة 14,332 دولار. وكانت نسبة 2.9% من العائلات ونسبة 6.6% من السكان تحت خط الفقر، ولا أحد منهم تحت سن الثامنة عشر ونسبة 8.7% في الخامسة والستين من العمر وما فوق.

### تعداد عام 2010
بلغ عدد سكان لاتيمر 507 نسمة بحسب تعداد عام 2010، وبلغ عدد الأسر 210 أسرة وعدد العائلات 136 عائلة مقيمة في المدينة. في حين سجلت الكثافة السكانية 211.3 نسمة لكل ميل مربع (81.6/كم2). وبلغ عدد الوحدات السكنية 230 وحدة بمتوسط كثافة قدره 95.8 لكل ميل مربع (37.0/كم2).
وتوزع التركيب العرقي للمدينة بنسبة 91.5% من البيض و 0.4% من الأمريكيين الأصليين و 0.2% من الأمريكيين ذوي الأصول الآسيوية و 0.2% من الأمريكيين الأفارقة و 0.4% من عرقين مختلطين أو أكثر.
بلغ عدد الأسر 210 أسرة كانت نسبة 31.0% منها لديها أطفال تحت سن الثامنة عشر تعيش معهم، وبلغت نسبة الأزواج القاطنين مع بعضهم البعض 52.4% من أصل المجموع الكلي للأسر، ونسبة 7.6% من الأسر كان لديها معيلات من الإناث دون وجود شريك، بينما كانت نسبة 4.8% من الأسر لديها معيلون من الذكور دون وجود شريكة وكانت نسبة 35.2% من غير العائلات. وبلغ متوسط حجم الأسرة المعيشية 3.07، أما متوسط حجم العائلات فبلغ 2.41.
بلغ العمر الوسطي للسكان 38.8 عاماً. وكانت نسبة 24.3% من القاطنين تحت سن الثامنة عشر، وكانت نسبة 10.2% بين الثامنة عشر والأربعة وعشرون عاماً، ونسبة 22.6% كانت واقعةً في الفئة العمرية ما بين الخامسة والعشرون حتى والأربعة وأربعون عاماً، ونسبة 22.2% كانت ما بين الخامسة والأربعون حتى الرابعة والستون، ونسبة 20.5% كانت ضمن فئة الخامسة والستون عاماً فما فوق. وتوزع التركيب الجنسي للسكان بنسبة 46.0% ذكور و54.0% إناث.